# Fondacio. Christen für die Welt

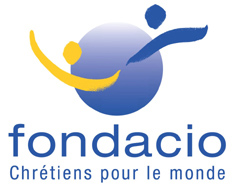
Logo „Fondacio. Christen für die Welt“

Fondacio. Christen für die Welt (en.: Fondacio.Christians for the world, es.: Fondacio. Christianos para el mundo, fr.: Fondacio. Chrétiens pour le Monde) auch als Fondacio bekannt, ist eine Vereinigung von Gläubigen in der römisch-katholischen Kirche. Die aus der „Charismatischen Bewegung“ entstandene Gemeinschaft, mit ökumenischen Dimensionen, wurde 1974 gegründet, ihr Arbeitsfeld ist die Schul- und Ausbildung junger Menschen. Sie ist eine vom Heiligen Stuhl anerkannte internationale katholische Organisation päpstlichen Rechts. Fondacio zählt weltweit 3.000 Mitglieder in 20 Ländern.

## Geschichte
Die erste im Jahr 1974 von Jean-Michel Rousseau in Poitiers (Frankreich) gegründete Gemeinschaft firmierte unter dem Namen „Communaute Chrétienne de Formation“ (deutsch: Christliche Ausbildungsgemeinschaft). Der verheiratete Rousseau folgte der Charismatischen Erneuerung in der römisch-katholischen Kirche, die ihren Anfang nach dem Zweiten Vatikanischen Konzil begonnen hatte. Zu der ersten Gruppierung stießen 1980 engagierte Laien, die sich der christlichen Erziehung  junger Menschen verbunden fühlten. Mit dieser Ausweitung entstand alsbald eine neue internationale Bewegung, die ihren Niederschlag in der Bezeichnung „Fondacions pour un Monde Nouveau“ (deutsch: Stiftung für eine Neue Welt) fand. 1991 kam es in der Vereinigung zu einer internen Auseinandersetzung, in deren Verlauf der Gründer und ein Teil seiner „Anhänger“ die Bewegung verließen. Nach einer Zeit der Neuorientierung übernahm Gérard Testard bis 2013 die kollegiale Leitung und setzte das ursprüngliche Werk fort. 1995 erteilt der Bischof von Versailles Jean-Charles Thomas der Fondacio die bischöfliche Anerkennung, ihm folgte 1996 der Erzbischof von Santiago de Chile Carlos Kardinal Oviedo Cavada OdeM und 1998 der Erzbischof von Mecheln-Brüssel Godfried Maria Jules Kardinal Danneels. Im Jahr 2002 übernahm die Vereinigung ihren heutigen Namen und wurde 2008 vom Päpstlichen Rat für die Laien als eine internationale Vereinigung päpstlichen Rechts anerkannt. Sie ist auch Mitglied im Katholischen Bund der charismatischen Bundesgemeinschaften und -vereinigungen.

## Selbstverständnis
Fondacio richtet seine Missionsarbeit auf der Basis des Evangeliums aus und hat sich 5 Schwerpunkte zur Aufgabe gestellt, hierzu gehören die Jugend, Paare und Familien, ältere Menschen, Verantwortliche in der Gesellschaft – Wirtschaft – Gesundheit – Bildung und Politik und der Kampf gegen die Armut. Ihre Arbeit stützt sich auf die Worte des Apostels Jakobus: „Denn wie der Körper ohne den Geist tot ist, so ist auch der Glaube tot ohne Werke“ (Jak 2,26 ). Die internationale Bewegung zielt auf die Humanisierung des Menschen und der Gesellschaft ab. Sie arbeitet im Geist des Evangeliums, der Begegnung in Freundschaft mit Christus und der Mission. Hierzu versammeln sich Frauen und Männer regelmäßig in kleinen Gruppen, sie wollen im Gebet ihre Ziele stärken und ihr eigenes Leben reflektieren.

## Organisation und Verbreitung
Fondacio wird von einem Präsidenten, der vom Internationalen Kongress gewählt wird geleitet. Am Weltkongress, der alle vier Jahre einberufen wird, nehmen die Delegierten der Länder teil, auf ihm werden die Aktionsprogramme und Leitlinien festgelegt. Der vom Internationalen Kongress gewählte Internationale Rat ist für die Umsetzung der beschlossenen Programme und Projekte verantwortlich. Auf nationaler Ebene wählen die Mitglieder einen Nationalrat, der die Pastoralversammlungen leitet und mit dem Internationalen Rat eng zusammenarbeitet.
Die Vereinigung zählt etwa 3.000 Mitglieder, die weltweit in 20 Ländern verteilt sind, hierzu gehören Afrika mit 7, Asien mit 4, Europa mit 5, Mittlerer Osten und Nordamerika mit je einem und Südamerika mit 2 Ländern. Von der Organisation profitieren über 150.000 Begünstigte.

## Netzwerke
Fondacio verfügt über ein weit gefächertes Netzwerk von Initiativen zur Entwicklungshilfe, mehrere Aus- und Weiterbildungsinstitute, Erholungszentren, medizinische Versorgungseinrichtungen und Schulen. Hierbei sind besonders die Bildungsinstitute  (IFF Institutes of Formation of Foncacio) in Afrika, Asien und Europa hervorzuheben. Des Weiteren unterstützten sie ökumenische Gruppen.